# Redan Ridge Cemetery No3
Le Redan Ridge Cemetery No3  (Cimetière militaire de la crête de Redan) est un cimetière militaire de la Première Guerre mondiale situé  sur le territoire de la commune de Beaumont-Hamel, dans le département de la Somme, au nord-est d'Amiens.

Deux autres  cimetières militaires britanniques portant le même nom sont implantés à proximité: Redan Ridge Cemetery No1 et Redan Ridge Cemetery No2.

## Localisation
Ce cimetière est situé à 1 km au nord du village, en suivant la Rue de la Montagne et en poursuivant sur un chemin vicinal. Le cimetière Redan Ridge Cemetery No1 est situé à 300 m au nord.

## Histoire

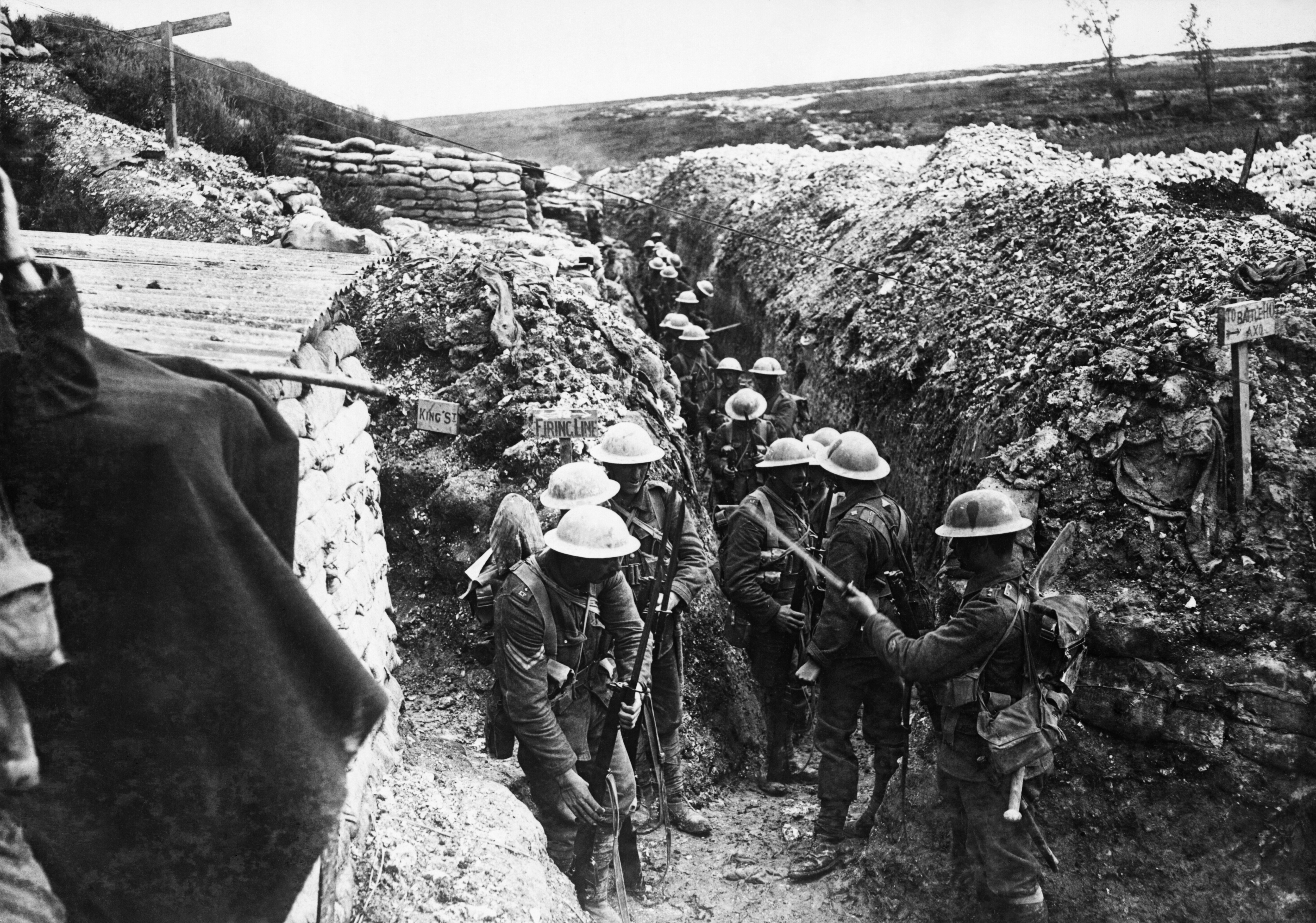
Soldats du Lancashire Fusiliers dans une tranchée à Beaumont Hamel en 1916.

La 2e Armée française qui  contrôlait le secteur fut relevée en juillet 1915 par la  3e Armée britannique .

Beaumont-Hamel se trouvait alors sur la ligne de front. Le 1er juillet 1916 débute la Bataille de la Somme. 

Le cimetière a été établi au printemps 1917, lorsque ces champs de bataille ont été dégagés.

Le cimetière n°3 de Redan Ridge fait partie des anciennes tranchées de première ligne allemandes.
Il y a 67 victimes de la guerre 1914-18 commémorées sur ce site dont 34 ne sont pas identifiées. La grande majorité de ces officiers et hommes tombèrent en novembre 1916 et appartenaient à la 2e division
.

## Caractéristique
Ce cimetière a un plan rectangulaire de 20 m sur 10.

Il est entouré d'un muret de moellons.

## Sépultures
| Pays        | Sépultures |
| ----------- | ---------- |
| Royaume-Uni | 67         |

## Galerie

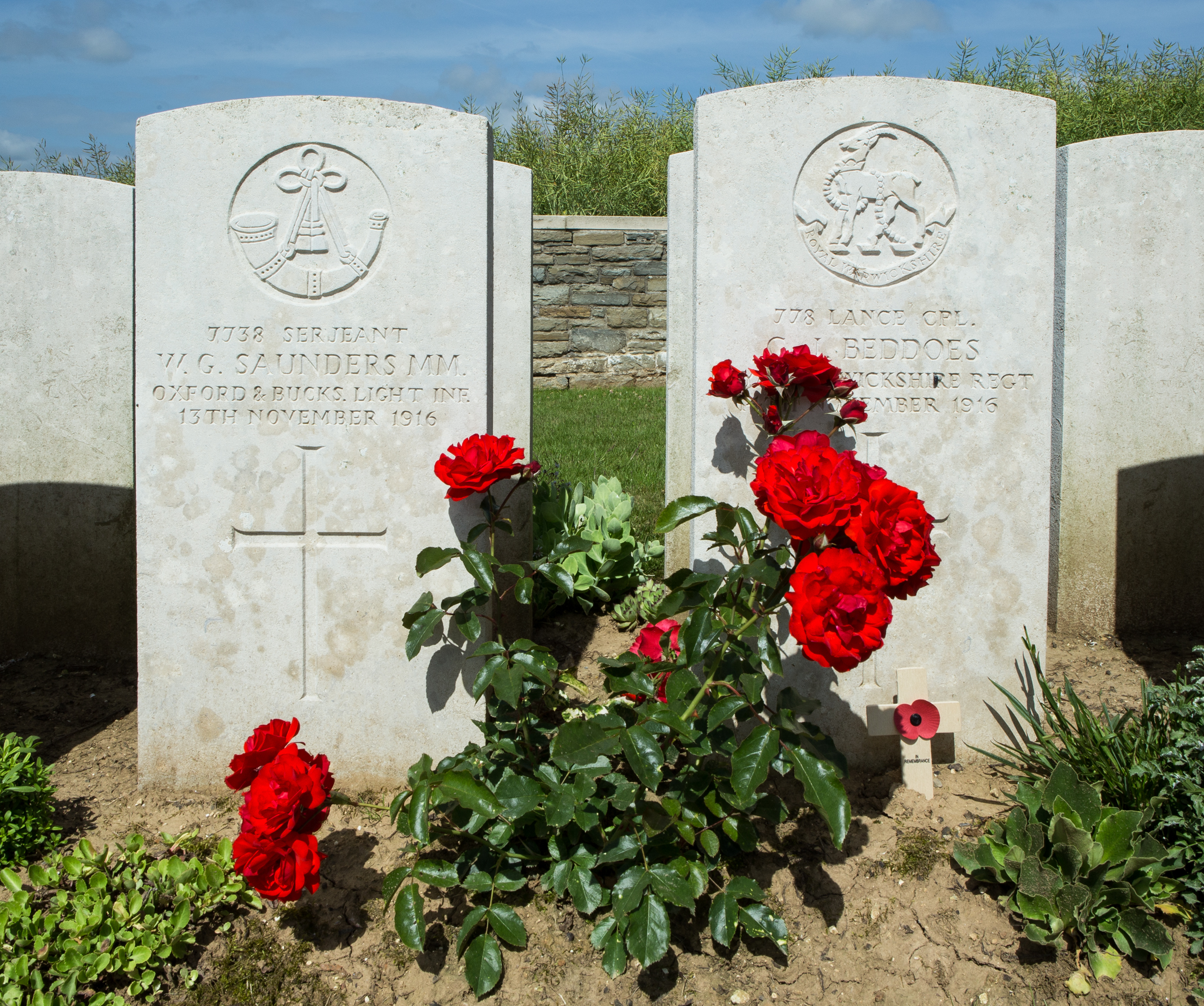
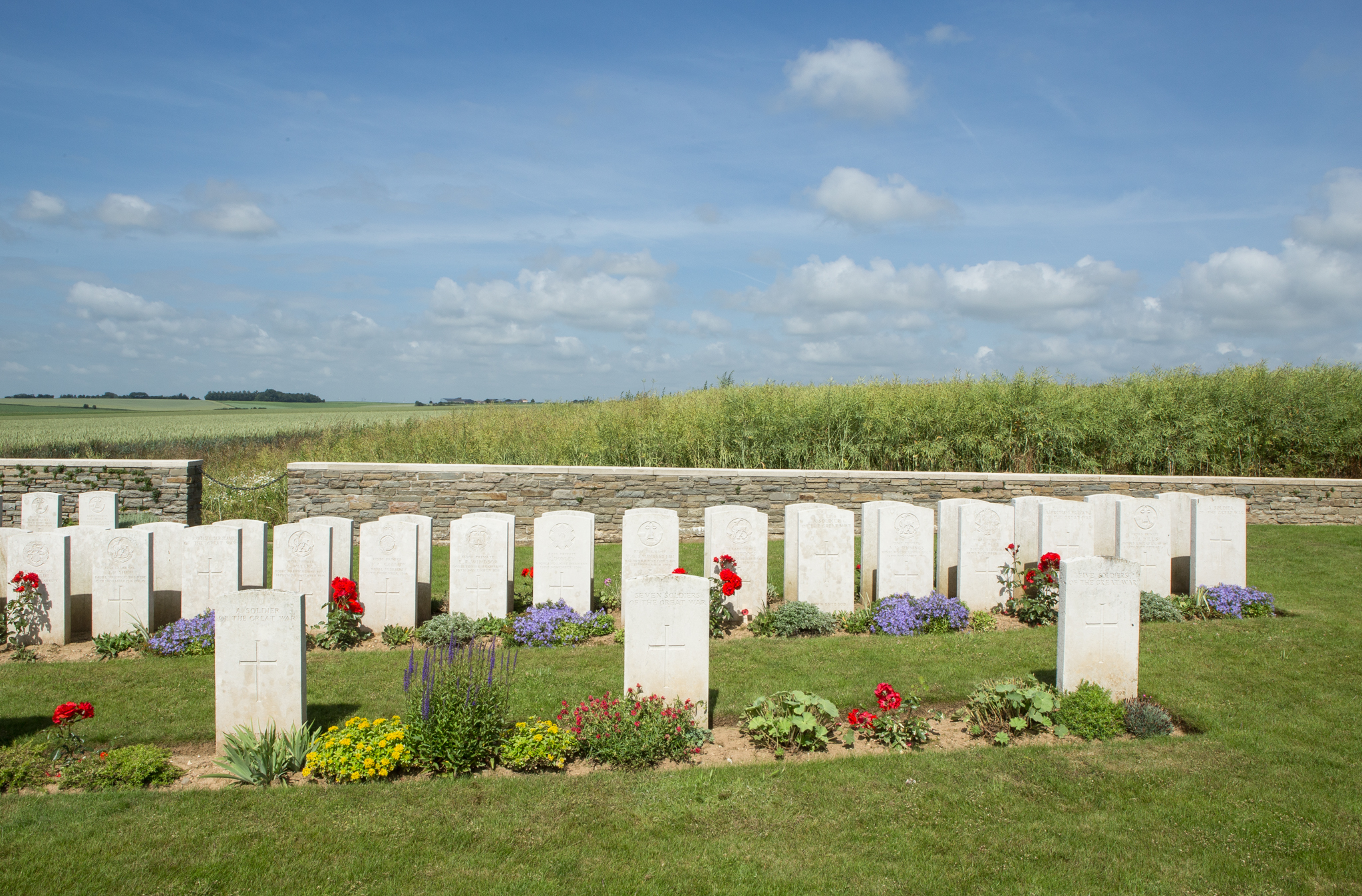
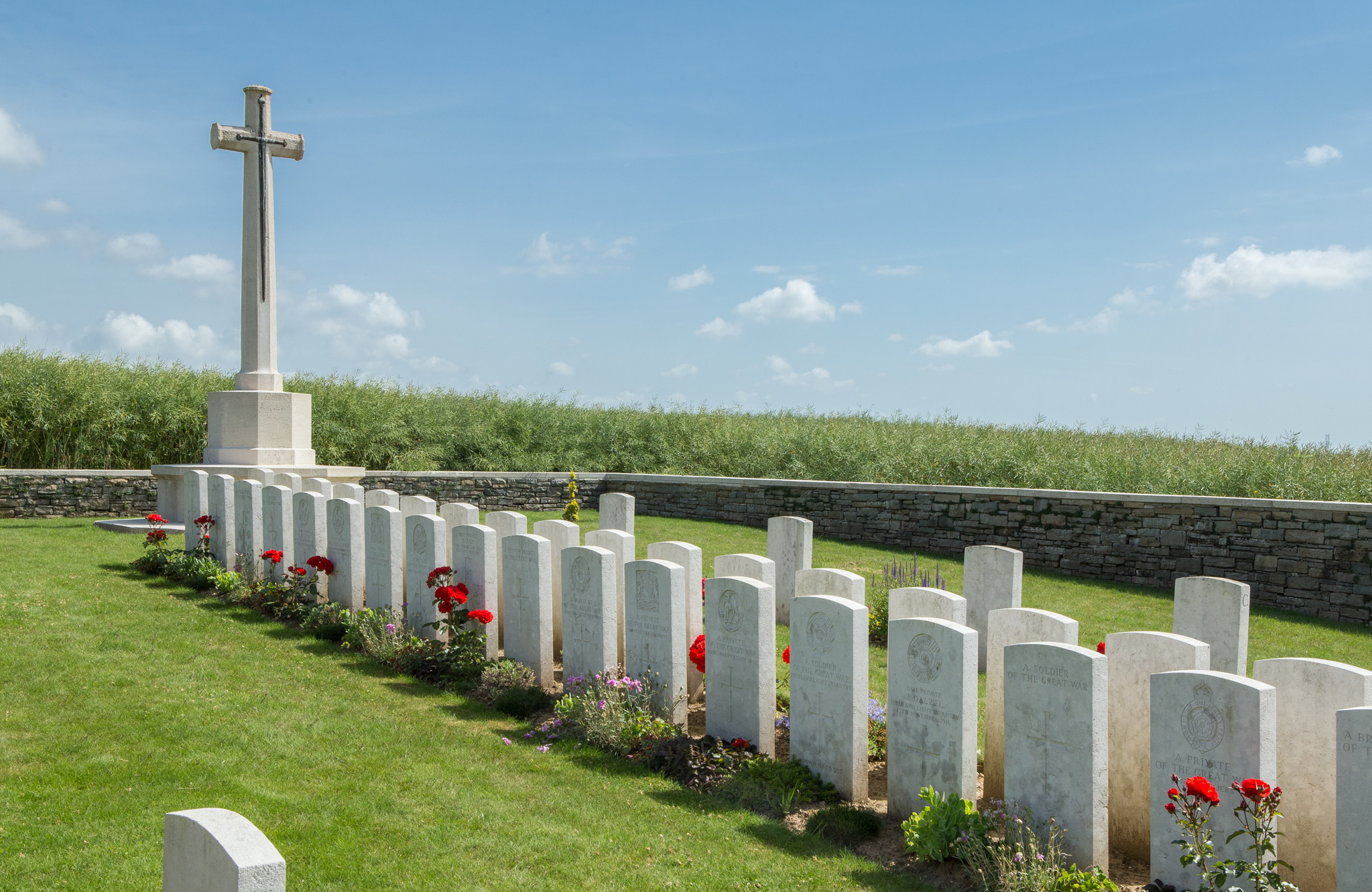
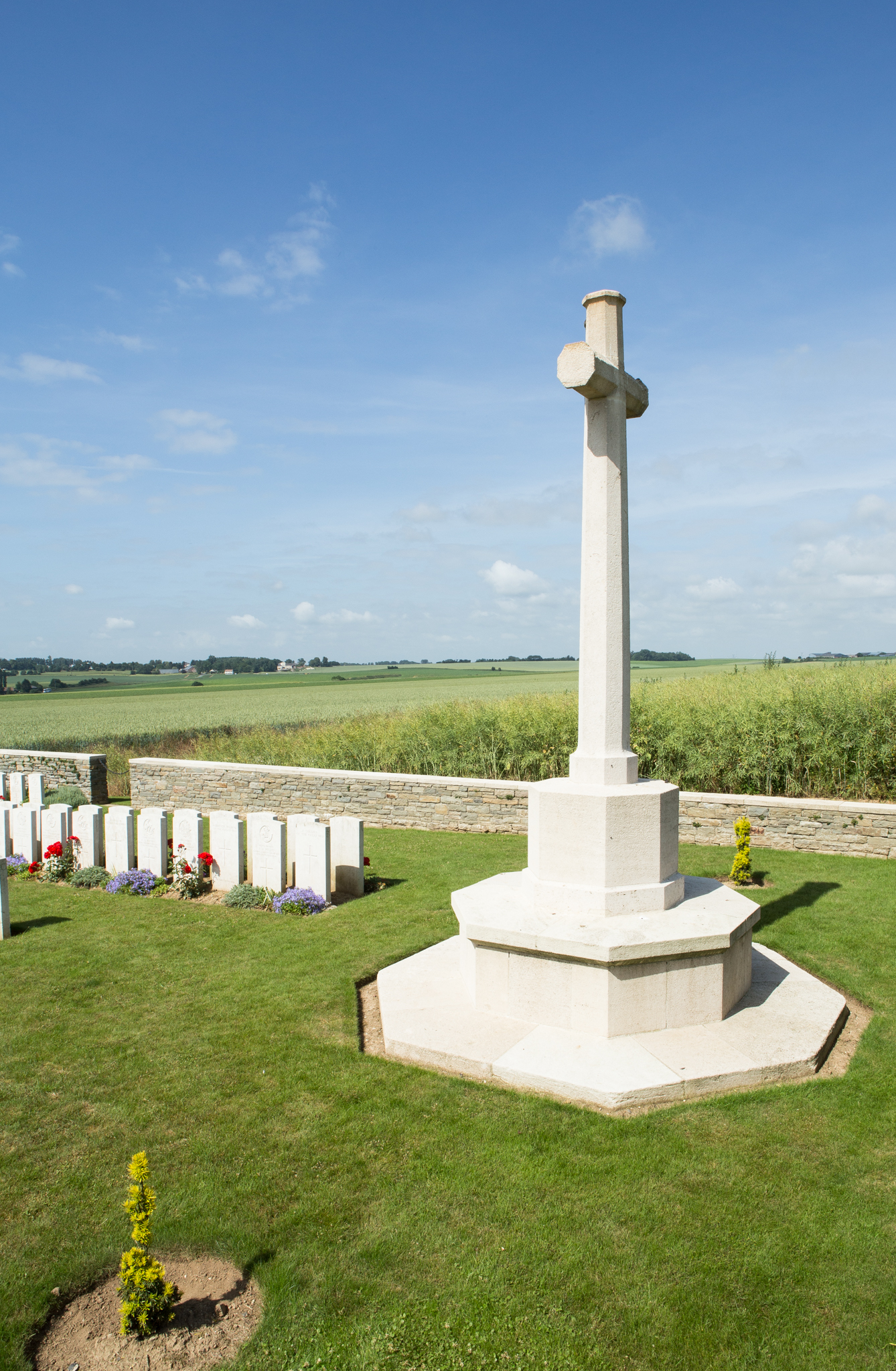
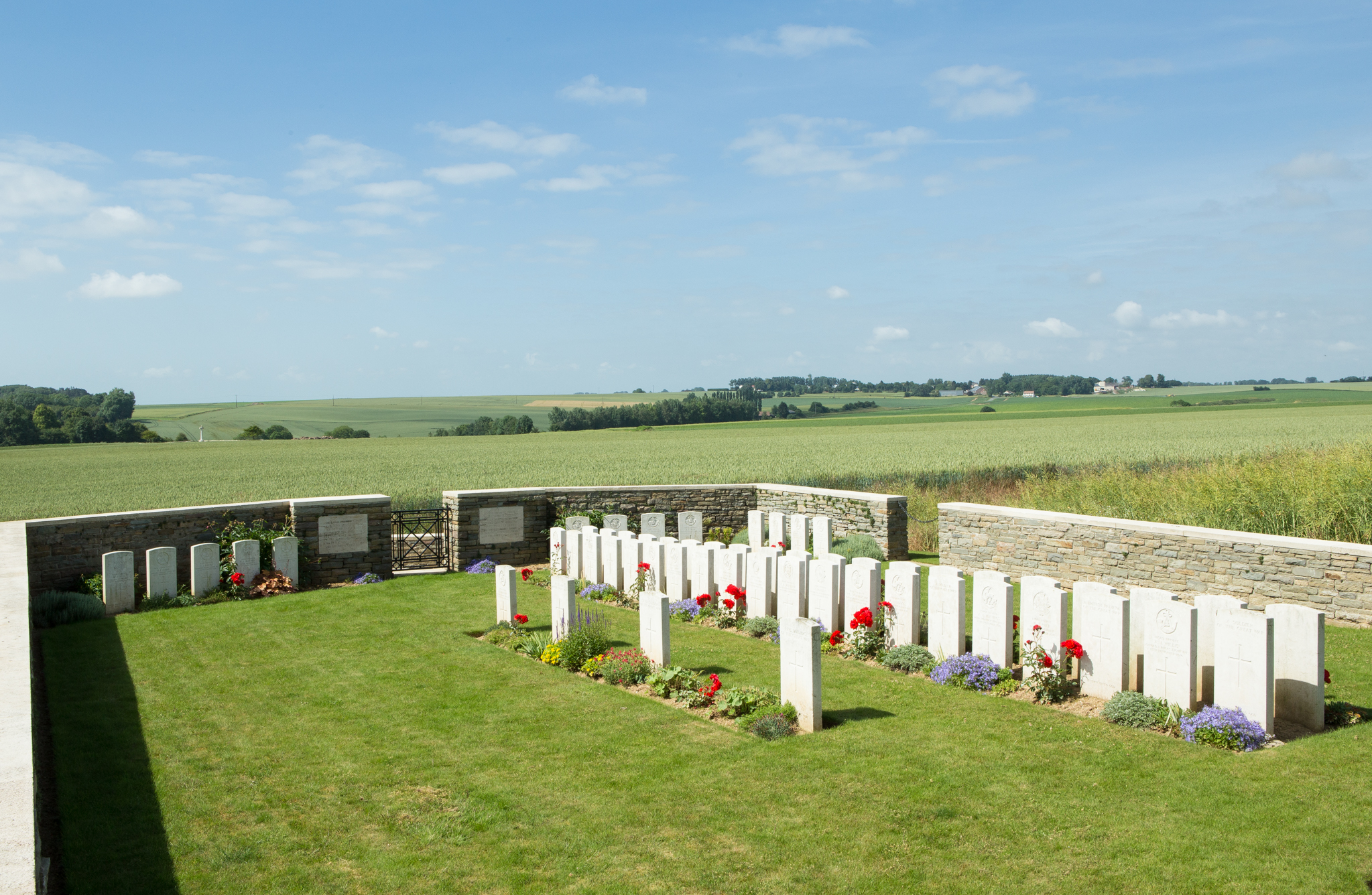
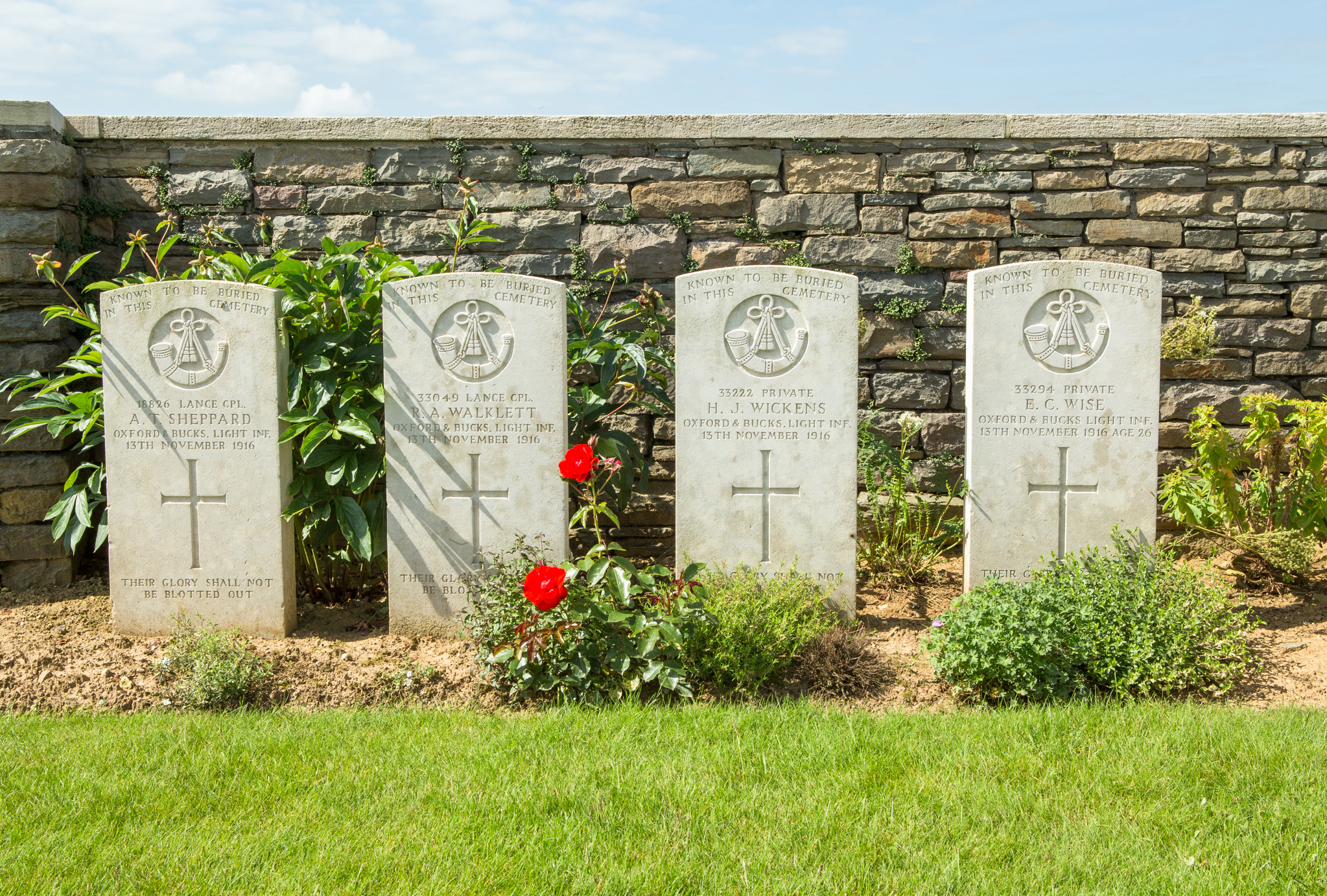
Tombes de quatre soldats tombés le 13 novembre 1916.